# Heinz Josef Möhn
Heinz Josef Möhn (* 5. März 1964 in Wittlich) ist ein deutscher Jurist und Autor.

## Leben
Heinz Josef Möhn studierte Rechtswissenschaften an der Universität Trier. Er ist als Mediator und Coach zertifiziert. Er ist Lehrbeauftragter, Dozent und Repetitor für verschiedene Hochschulen, Bildungszentren und Institute.
Sein großes Verdienst im Bereich der systemischen Ausbildungen ist die Anwendung des Phasenmodels der Mediation. In seinen Lehrbüchern zur Systemischen Familienberatung und dem Systemischen Coaching verband Möhn als Erster damit alle Konfliktlösungsmodelle und schuf vor allem für die Praxis den Weg, die teilweise synonyme Verwendung der Begrifflichkeiten durch Klienten zu kompensieren. In der Ausbildung schuf er damit neue Standards und Maßstäbe.

## Werke
- Organisierte Kriminalität: Terminologische Klarstellung und Begriffsbestimmung (Dissertation) – Heinz Josef Möhn – Erstausgabe 2008 – Erscheinungsort: Hamburg Herausgeber:  Kovac ISBN 9783830031475[1]
- Mediation im Profifußball – Heinz Josef Möhn – Erstausgabe 22. Juli 2013 – Erscheinungsort: Göttingen Herausgeber: Cuvillier Verlag ISBN 	9783954044702[2]
- Mediation als Form der Bürgerbeteiligung – Heinz Josef Möhn – Erstausgabe: 27. November 2013 – Erscheinungsort: Göttingen Herausgeber: Cuvillier Verlag ISBN 	9783954045631[3]
- Systemisches Coaching – Autoren: Heinz Josef Möhn, Anke Siebel – Erstausgabe: 22. Juni 2014 – Erscheinungsort: Göttingen Herausgeber: Cuvillier Verlag ISBN 9783954047420[4]
- Wirtschaftsmediation Lehrbuch für die praxisorientierte Ausbildung – Heinz Josef Möhn – Erstausgabe: 18. Juni 2014 – Erscheinungsort: Göttingen Herausgeber: Cuvillier Verlag ISBN 978-3954047437[5]
- Systemische Familienberatung Lehrbuch für die praxisorientierte Ausbildung – Autoren: Heinz Josef Möhn, Anke Siebel – Erstausgabe: 6. August 2014 – Erscheinungsort: Göttingen Herausgeber: Cuvillier Verlag ISBN 9783954047741[6]
- Mediation Lehrbuch für die praxisorientierte Ausbildung – Autor: Heinz Josef Möhn – Erstausgabe: 15. Oktober 2014 – Erscheinungsort: Göttingen Herausgeber: Cuvillier Verlag ISBN 9783954048274[7]